# コーリー・サンドヘイゲン
コーリー・サンドヘイゲン（Cory Sandhagen、1992年4月20日 - ）は、アメリカ合衆国の男性総合格闘家。コロラド州オーロラ出身。ハイ・アルティテュード・マーシャルアーツ/エレベーション・ファイト・チーム所属。UFC世界バンタム級ランキング4位。

## 来歴
幼少期はバスケットボールを経験し、後に格闘技に興味を持つ。キックボクシングでWKA世界王座を獲得後、総合格闘技に転向した。

### UFC
2018年1月27日、UFC初参戦となったUFC on FOX 27でオースティン・アーネットと対戦し、左ボディブローでダウンを奪いパウンドで2RTKO勝ち。
2018年8月25日、UFC Fight Night: Gaethje vs. Vickでユーリ・アルカンタラと対戦。腕ひしぎ十字固めを極められるピンチを凌ぎ、パウンドで2RTKO勝ち。ファイト・オブ・ザ・ナイトを受賞した。
2019年4月27日、UFC Fight Night: Jacaré vs. Hermanssonでバンタム級ランキング8位のジョン・リネカーと対戦し、2-1の判定勝ち。
2019年8月17日、UFC 241でバンタム級ランキング3位のハファエル・アスンソンと対戦し、3-0の判定勝ち。
2020年6月6日、UFC 250でバンタム級ランキング2位のアルジャメイン・スターリングと対戦し、リアネイキドチョークで1R一本負け。UFC初黒星となった。
2020年10月11日、UFC Fight Night: Moraes vs. Sandhagenでバンタム級ランキング1位のマルロン・モラエスと対戦し、右スピニングバックキックで2RTKO勝ち。パフォーマンス・オブ・ザ・ナイトを受賞した。
2021年2月6日、UFC Fight Night: Overeem vs. Volkovでバンタム級ランキング4位の元UFC世界ライト級王者フランク・エドガーと対戦し、右飛び膝蹴りで開始28秒のKO勝ち。2試合連続のパフォーマンス・オブ・ザ・ナイトを受賞した。
2021年7月24日、UFC on ESPN: Sandhagen vs. Dillashawで元UFC世界バンタム級王者TJ・ディラショーと対戦し、1-2の5R判定負け。接戦であったが、海外のMMAメディアサイトの採点では23人中17人の記者がサンドヘイゲンの勝利を支持した。
2021年10月30日、UFC 267のUFC世界バンタム級暫定王座決定戦でバンタム級ランキング1位のピョートル・ヤンと対戦し、ハイレベルな打撃戦を繰り広げるも0-3の5R判定負け。王座獲得に失敗したものの、ファイト・オブ・ザ・ナイトを受賞した。
2022年9月17日、UFC Fight Night: Sandhagen vs. Songでバンタム級ランキング10位のソン・ヤドンと対戦。2Rに放った肘打ちでヤドンが左眉をカットし、4R終了時にドクターストップでTKO勝ち。
2023年3月25日、UFC on ESPN: Vera vs. Sandhagenでバンタム級ランキング3位のマルロン・ヴェラと対戦。3度のテイクダウンを奪いグラウンドで優勢に試合を進め、スタンドでも手数で上回って2-1の5R判定勝ち。なお、海外MMAメディアサイトの採点では記者24人中24人全員がサンドヘイゲンの勝利を支持するなど、サンドヘイゲンの優勢が明確な試合内容であったため、48-47でヴェラの勝利と採点したジャッジに批判が集まった。
2023年8月5日、UFC on ESPN: Sandhagen vs. Fontでバンタム級ランキング7位のロブ・フォントと140ポンド契約で対戦し、7度のテイクダウンを奪い、グラウンドで終始優勢に試合を進めて3-0の5R判定勝ち。当初はウマル・ヌルマゴメドフと対戦予定であったが、ヌルマゴメドフの負傷欠場によりフォントとの対戦に変更された。試合後、サンドヘイゲンは1Rに右腕の上腕三頭筋を断裂していたことを明かし、8月23日に手術を受けた。
2024年8月3日、1年ぶりの復帰戦となったUFC on ABC: Sandhagen vs. Nurmagomedovでバンタム級ランキング10位のウマル・ヌルマゴメドフと対戦し、0-3の5R判定負け。

## 人物・エピソード
- 総合格闘技と並行して、虐待やネグレクトを受けた子どもたちを支援する外傷センターで働き、自身が所属するハイ・アルティテュード・マーシャルアーツではコーチ業もこなしている[17]。

## 戦績

### 総合格闘技
| 総合格闘技 戦績 | 総合格闘技 戦績 | 総合格闘技 戦績 | 総合格闘技 戦績 | 総合格闘技 戦績 | 総合格闘技 戦績 | 総合格闘技 戦績 |
| --------------- | --------------- | --------------- | --------------- | --------------- | --------------- | --------------- |
| 23 試合         | (T)KO           | 一本            | 判定            | その他          | 引き分け        | 無効試合        |
| 18 勝           | 8               | 3               | 7               | 0               | 0               | 0               |
| 5 敗            | 0               | 1               | 4               | 0               | 0               | 0               |

| 勝敗 | 対戦相手                             | 試合結果                                         | 大会名                                                               | 開催年月日     |
|      | メラブ・ドバリシビリ                 | 試合前                                           | UFC 320: Ankaraev vs. Pereira 2 【UFC世界バンタム級タイトルマッチ】  | 2025年10月4日  |
| ○    | デイブソン・フィゲイレード           | 2R 4:08 TKO（膝の負傷）                          | UFC on ESPN 67: Sandhagen vs. Figueiredo                             | 2025年5月3日   |
| ×    | ウマル・ヌルマゴメドフ               | 5分5R終了 判定0-3                                | UFC on ABC 7: Sandhagen vs. Nurmagomedov                             | 2024年8月3日   |
| ○    | ロブ・フォント                       | 5分5R終了 判定3-0                                | UFC on ESPN 50: Sandhagen vs. Font                                   | 2023年8月5日   |
| ○    | マルロン・ヴェラ                     | 5分5R終了 判定2-1                                | UFC on ESPN 43: Vera vs. Sandhagen                                   | 2023年3月25日  |
| ○    | ソン・ヤドン                         | 4R 5:00 TKO（ドクターストップ）                  | UFC Fight Night: Sandhagen vs. Song                                  | 2022年9月17日  |
| ×    | ピョートル・ヤン                     | 5分5R終了 判定0-3                                | UFC 267: Błachowicz vs. Teixeira 【UFC世界バンタム級暫定王座決定戦】 | 2021年10月30日 |
| ×    | TJ・ディラショー                     | 5分5R終了 判定1-2                                | UFC on ESPN 27: Sandhagen vs. Dillashaw                              | 2021年7月24日  |
| ○    | フランク・エドガー                   | 1R 0:28 KO（右飛び膝蹴り）                       | UFC Fight Night: Overeem vs. Volkov                                  | 2021年2月6日   |
| ○    | マルロン・モラエス                   | 2R 1:03 TKO（右スピニングバックキック→パウンド） | UFC Fight Night: Moraes vs. Sandhagen                                | 2020年10月11日 |
| ×    | アルジャメイン・スターリング         | 1R 1:28 リアネイキドチョーク                     | UFC 250: Nunes vs. Spencer                                           | 2020年6月6日   |
| ○    | ハファエル・アスンソン               | 5分3R終了 判定3-0                                | UFC 241: Cormier vs. Miocic 2                                        | 2019年8月17日  |
| ○    | ジョン・リネカー                     | 5分3R終了 判定2-1                                | UFC Fight Night: Jacaré vs. Hermansson                               | 2019年4月27日  |
| ○    | マリオ・バティスタ                   | 1R 3:31 腕ひしぎ十字固め                         | UFC Fight Night: Cejudo vs. Dillashaw                                | 2019年1月19日  |
| ○    | ユーリ・アルカンタラ                 | 2R 1:01 TKO（パウンド）                          | UFC Fight Night: Gaethje vs. Vick                                    | 2018年8月25日  |
| ○    | オースティン・アーネット             | 2R 3:48 TKO（左ボディブロー→パウンド）           | UFC on FOX 27: Jacare vs. Brunson 2                                  | 2018年1月27日  |
| ○    | ホセ・アグアヨ                       | 1R 1:07 TKO（膝蹴り→パンチ連打）                 | LFA 31                                                               | 2018年1月19日  |
| ○    | ルイス・アントニオ・ロボ・ガヴィンホ | 1R 3:00 TKO（左ボディブロー→パウンド）           | LFA 24                                                               | 2017年10月13日 |
| ×    | ジャマル・エマーズ                   | 5分3R終了 判定0-3                                | LFA 5                                                                | 2017年2月24日  |
| ○    | クレイ・ウィマー                     | 5分3R終了 判定3-0                                | Resurrection Fighting Alliance 43                                    | 2016年9月9日   |
| ○    | ジョシュ・ヒューバー                 | 5分3R終了 判定3-0                                | Sparta Combat League 50 【SCLフェザー級タイトルマッチ】              | 2016年7月16日  |
| ○    | ダルトン・ゴダード                   | 1R 3:38 三角絞め                                 | Paramount MMA 2016                                                   | 2016年5月15日  |
| ○    | アンドリュー・テネソン               | 5分3R終了 判定3-0                                | Resurrection Fighting Alliance 34                                    | 2016年1月15日  |
| ○    | ブルース・セスマン                   | 1R 1:16 リアネイキドチョーク                     | FTW: Prize Fighting Championship 9                                   | 2015年5月30日  |

## 獲得タイトル
- SCLフェザー級王座（2016年）

## 表彰
- ブラジリアン柔術 茶帯
- UFC ファイト・オブ・ザ・ナイト（1回）
- UFC パフォーマンス・オブ・ザ・ナイト（2回）